# Jonathan Dubas
Jonathan Eric Dubas (* 4. März 1991 in Vevey) ist ein schweizerischer Basketballspieler. Er verfügt auch über die belgische Staatsangehörigkeit.

## Laufbahn
Dubas entstammt der Nachwuchsarbeit des Vereins Vevey Riviera Basket. Von 2010 bis 2013 sowie von 2015 bis 2017 und im Frühling 2019 spielte er für BBC Monthey, gewann mit der Mannschaft 2017 als Kapitän die Schweizer Meisterschaft. Er erhielt in der Saison 2012/13 die Auszeichnung als bester Spieler im U23-Alter der Schweizer Liga.
2013/14 spielte er in Belgien bei den Leuven Bears, zog sich aber zu Jahresbeginn 2014 eine schwere Knieverletzung zu. In der ersten Hälfte der Saison 2014/15 bestritt Dubas sieben Einsätze für Willebroek (ebenfalls in Belgien), Anfang Januar 2015 kehrte er in die Schweiz zurück und schloss sich den Lugano Tigers an.
Ab Jahresende 2017 stand Dubas bei den Norrköping Dolphins in Schweden unter Vertrag. 2018 wurde er mit der Mannschaft schwedischer Meister. Hernach gab er Union Neuchâtel Basket eine Zusage, kehrte aber noch in der Sommerpause 2018 nach Norrköping zurück.
2019/20 spielte er für die Lions de Genève, ging kurz nach Vevey zurück, im Oktober 2020 nahm Dubas ein Angebot des deutschen Zweitligisten Gladiators Trier an und stand bis zum Ende des Spieljahres 2020/21 in Diensten der Moselaner. Im August 2021 unterschrieb Dubas wieder bei seinem Heimatverein Vevey. 2022 gelang der Aufstieg in die höchste Schweizer Spielklasse, das Fachmedium eurobasket.com zeichnete ihn als besten Spieler der Saison 2021/22 in der zweiten Schweizer Liga aus.
Mit der Schweizer Nationalmannschaft nahm Dubas 2011 an der B-Europameisterschaft und später an EM-Ausscheidungsrunden teil, ohne jedoch den Sprung zur Endrunde zu schaffen.